# San Diego de Cabrutica (Venezuela)
Pour les articles homonymes, voir San Diego de Cabrutica et San Diego.
San Diego de Cabrutica est la capitale de la paroisse civile de San Diego de Cabrutica de la municipalité de José Gregorio Monagas dans l'État d'Anzoátegui au Venezuela.